# Transformice
Transformice (někdy zkrácováno na TFM) je online nezávislá multiplayerová bezplatná platformová videohra, kterou vytvořili francouzští herní návrháři, známí svými přezdívkami Melibellule a Tigrounette. Melibellule vytváří grafiku hry, zatímco Tigrounette programuje funkce a mechaniku hry. Hra byla zpočátku vydána 1. května 2010, hratelná v prohlížečích jako prohlížečová hra. 30. ledna 2015 byla vydána ve službě Steam jako free-to-play hra.